# تمبل
تمبل (بالإنجليزية: Temple)‏ هي مدينة أمريكية تقع في ولاية تكساس.تبلغ مساحة هذه المدينة 66.5 (كم²)،ويبلغ عدد سكانها 66102 نسمة حسب إحصاء سنة 2010 م. تشير إحصاءات سنة 2000م بأن الكثافة السكانية في هذه المدينة تقدر بـ(322.1) نسمة/كم2.

## التركيبة السكانية
حدّد مكتب تعداد الولايات المتحدة بيانات التركيبة السكانية لتمبل في تعداد الولايات المتحدة. في ما يلي، التركيبة السكانية حسب تعدادي 2000 و2010.

### تعداد عام 2000
بلغ عدد سكان تمبل 54,514 نسمة بحسب تعداد عام 2000، وبلغ عدد الأسر 21,543 أسرة وعدد العائلات 14,110 عائلة مقيمة في المدينة. في حين سجلت الكثافة السكانية 276.9 نسمة لكل كيلومتر مربع (717.2/ميل2). وبلغ عدد الوحدات السكنية 23,511 وحدة بمتوسط كثافة قدره 119.4 لكل كيلومتر مربع (309.2/ميل2).
وتوزع التركيب العرقي للمدينة بنسبة 69.76% من البيض و16.49% من الأمريكيين الأفارقة و0.51% من الأمريكيين الأصليين و1.53% من الأمريكيين ذوي الأصول الآسيوية و0.09% من سكان جزر المحيط الهادئ و9.23% من الأعراق الأخرى و2.39% من عرقين مختلطين أو أكثر و17.82% من الهسبانيون أو اللاتينيون من أي عرق.
بلغ عدد الأسر 21,543 أسرة كانت نسبة 35.5% منها لديها أطفال تحت سن الثامنة عشر تعيش معهم، وبلغت نسبة الأزواج القاطنين مع بعضهم البعض 48.4% من أصل المجموع الكلي للأسر، ونسبة 13.6% من الأسر كان لديها معيلات من الإناث دون وجود شريك، بينما كانت نسبة 3.5% من الأسر لديها معيلون من الذكور دون وجود شريكة وكانت نسبة 34.5% من غير العائلات. تألفت نسبة 29.9% من أصل جميع الأسر من عدة أفراد يعيشون في نفس المنزل ونسبة 11.8% كانت تتألف من شخص يعيش بمفرده يبلغ من العمر 65 عاماً أو أكثر. وبلغ متوسط حجم الأسرة المعيشية 2.44، أما متوسط حجم العائلات فبلغ 3.04.
بلغ العمر الوسطي للسكان 35.2 عاماً. وكانت نسبة 26.2% من القاطنين تحت سن الثامنة عشر، وكانت نسبة 9% بين الثامنة عشر والرابعة والعشرين عاماً، ونسبة 28% كانت واقعةً في الفئة العمرية ما بين الخامسة والعشرين والرابعة والأربعين عاماً، ونسبة 19.4% كانت ما بين الخامسة والأربعين والرابعة والستين، ونسبة 13.7% كانت ضمن فئة الخامسة والستين عاماً فما فوق. يوجد لكل 100 أنثى 91.6 ذكر، ويوجد لكل 100 أنثى في الثامنة عشر من عمرها فما فوق 86.8 ذكر.
بلغ متوسط دخل الأسرة في المدينة 35,135 دولارًا، أما متوسط دخل العائلة فبلغ 42,795 دولارًا. وكان متوسط دخل الذكور 30,858 دولارًا مقابل 22,113 دولارًا للإناث. وسجل دخل الفرد الخاص بالمدينة 19,360 دولارًا. وكانت نسبة 10.8% من العائلات ونسبة 13.9% من السكان تحت خط الفقر، وكان من هؤلاء نسبة 20.5% تحت سن الثامنة عشر ونسبة 9.8% في الخامسة والستين من العمر وما فوق.

### تعداد عام 2010
بلغ عدد سكان تمبل 66,102 نسمة بحسب تعداد عام 2010، وبلغ عدد الأسر 26,113 أسرة وعدد العائلات 16,566 عائلة مقيمة في المدينة. في حين سجلت الكثافة السكانية 335.8 نسمة لكل كيلومتر مربع (869.7/ميل2). وبلغ عدد الوحدات السكنية 28,422 وحدة بمتوسط كثافة قدره 144.4 لكل كيلومتر مربع (374.0/ميل2).
وتوزع التركيب العرقي للمدينة بنسبة 68.14% من البيض و16.93% من الأمريكيين الأفارقة و0.62% من الأمريكيين الأصليين و2.08% من الأمريكيين ذوي الأصول الآسيوية و0.14% من سكان جزر المحيط الهادئ و8.75% من الأعراق الأخرى و3.35% من عرقين مختلطين أو أكثر و23.74% من الهسبانيون أو اللاتينيون من أي عرق.
بلغ عدد الأسر 26,113 أسرة كانت نسبة 34% منها لديها أطفال تحت سن الثامنة عشر تعيش معهم، وبلغت نسبة الأزواج القاطنين مع بعضهم البعض 44.2% من أصل المجموع الكلي للأسر، ونسبة 14.9% من الأسر كان لديها معيلات من الإناث دون وجود شريك، بينما كانت نسبة 4.4% من الأسر لديها معيلون من الذكور دون وجود شريكة وكانت نسبة 36.6% من غير العائلات. تألفت نسبة 31% من أصل جميع الأسر من عدة أفراد يعيشون في نفس المنزل ونسبة 10.6% كانت تتألف من شخص يعيش بمفرده يبلغ من العمر 65 عاماً أو أكثر. وبلغ متوسط حجم الأسرة المعيشية 2.47، أما متوسط حجم العائلات فبلغ 3.12.
بلغ العمر الوسطي للسكان 34.6 عاماً. وكانت نسبة 26.4% من القاطنين تحت سن الثامنة عشر، وكانت نسبة 9.2% بين الثامنة عشر والرابعة والعشرين عاماً، ونسبة 26.6% كانت واقعةً في الفئة العمرية ما بين الخامسة والعشرين والرابعة والأربعين عاماً، ونسبة 24% كانت ما بين الخامسة والأربعين والرابعة والستين، ونسبة 13.8% كانت ضمن فئة الخامسة والستين عاماً فما فوق. وتوزع التركيب الجنسي للسكان بنسبة 47.8% ذكور و52.2% إناث.

## المناخ
يظهر الجدول التالي التغييرات المناخية على مدار السنة لتمبل:
| البيانات المناخية لـتمبل          | البيانات المناخية لـتمبل | البيانات المناخية لـتمبل | البيانات المناخية لـتمبل | البيانات المناخية لـتمبل | البيانات المناخية لـتمبل | البيانات المناخية لـتمبل | البيانات المناخية لـتمبل | البيانات المناخية لـتمبل | البيانات المناخية لـتمبل | البيانات المناخية لـتمبل | البيانات المناخية لـتمبل | البيانات المناخية لـتمبل | البيانات المناخية لـتمبل |
| الشهر                             | يناير                    | فبراير                   | مارس                     | أبريل                    | مايو                     | يونيو                    | يوليو                    | أغسطس                    | سبتمبر                   | أكتوبر                   | نوفمبر                   | ديسمبر                   | المعدل السنوي            |
| --------------------------------- | ------------------------ | ------------------------ | ------------------------ | ------------------------ | ------------------------ | ------------------------ | ------------------------ | ------------------------ | ------------------------ | ------------------------ | ------------------------ | ------------------------ | ------------------------ |
| متوسط درجة الحرارة الكبرى °ف (°م) | 57 (14)                  | 62 (17)                  | 70 (21)                  | 77 (25)                  | 84 (29)                  | 90 (32)                  | 95 (35)                  | 95 (35)                  | 89 (32)                  | 80 (27)                  | 68 (20)                  | 59 (15)                  | 77 (25)                  |
| متوسط درجة الحرارة الصغرى °ف (°م) | 35 (2)                   | 39 (4)                   | 46 (8)                   | 54 (12)                  | 63 (17)                  | 70 (21)                  | 72 (22)                  | 72 (22)                  | 66 (19)                  | 56 (13)                  | 45 (7)                   | 38 (3)                   | 55 (13)                  |
| الهطول إنش (مم)                   | 2.13 (54)                | 2.69 (68)                | 3.19 (81)                | 2.59 (66)                | 4.51 (115)               | 4.23 (107)               | 1.93 (49)                | 2.25 (57)                | 3.70 (94)                | 3.97 (101)               | 2.94 (75)                | 2.75 (70)                | 36.88 (937)              |
| المصدر: weather.com               |                          |                          |                          |                          |                          |                          |                          |                          |                          |                          |                          |                          |                          |

## أعلام
- تيري ونايت
- برنارد هاريس
- ريب تورن
- جورج كوش
- جو غريني
- كوركي نيلسون
- داريل ليستير
- دون هاردمان
- براين سكينر
- سامي بو